# بزگاتی
بزگاتی (به لاتین: Bezgati) یک روستا در بنگلادش است که در استان باریسال و در ناحیه باریسال واقع شده است.